# Schrem (Wüstung)
Schrem (auch Alter Hof) ist eine Wüstung auf dem Gebiet des Geiselwinder Ortsteils Holzberndorf im unterfränkischen Landkreis Kitzingen. Die Siedlung wurde wahrscheinlich im 16. oder 17. Jahrhundert aufgegeben.

## Geografische Lage
Die Wüstungsstelle liegt im Nordosten der Holzberndorfer Gemarkung am Fuße des Geisbergs, westlich des Gebiets von Hohn am Berg im mittelfränkischen Landkreis Neustadt an der Aisch-Bad Windsheim. Die Landkreisgrenze verläuft unmittelbar östlich der Siedlung. Im Westen befindet sich der Schweißbach, ein Zufluss der Reichen Ebrach. Nordwestlich liegt Burggrub. Die Flurlage Alter Hof erinnert an die Siedlung.

## Geschichte
Der Ortsname Schrem verweist auf die natürlichen Begebenheiten in der Umgebung der Wüstungsstelle. So existiert im Mittelhochdeutschen das Wort schrem, das etwa Streifen bedeutet. Die Flur Alter Hof hat eine solche langgezogene Form. So kann der Ortsname mit Streifen übersetzt werden. Eventuell weist die seltene Nennung von Schrem auch auf die nahegelegene Wüstung Seeram hin. Ein Hof an dieser Stelle ist allerdings gesichert.
Erstmals erwähnt wurde Schrem erst im 16. Jahrhundert. Um 1592 beschrieb man den Sprengel des Zentgerichts Burghaslach. Schrem war Teil des Gerichtsbezirks und tauchte damals „zwischen Holtzbebendorf u. Honn bei der Kappel“ auf. Das Adelsgeschlecht der Fuchs von Bimbach war damals im Dorf begütert und hatte auch die Dorfherrschaft über Schrem. Kurze Zeit später wurde das Dorf verlassen. Erst 1835 wurde die Flurlage Alter Hof an der Stelle der Siedlung beschrieben.